# Leopoldo Clemente, príncipe-herdeiro de Lorena
Leopoldo Clemente, príncipe-herdeiro de Lorena (Leopoldo Clemente Carlos), (25 de Abril de 1707 – 4 de Junho de 1723) foi herdeiro aparente do trono do ducado de Lorena.
O seu pai era o duque reinante de Lorena e a sua mãe pertencia à Casa de Bourbon, que, na altura, reinava o Reino de França. Tornou-se príncipe-herdeiro após a morte do seu irmão mais velho, Luís em 1711, mas acabaria por morrer de varíola em 1723, quando tinha dezasseis anos de idade. Nunca se casou nem deixou descendentes.

## Biografia
Nasceu no Château de Lunéville, filho do duque Leopoldo de Lorena e da sua esposa, a princesa Isabel Carlota de Orleães.
Leopoldo foi o terceiro filho varão do casal.  O seu irmão mais velho, que também se chamava Leopoldo (1669–1700), morreu aos oito meses de idade.  Outros três irmãos seus morreram durante um surto de varíola que afectou Lunéville: Isabel Carlota (1700–1711), Maria Gabriela (1702–1711) e Luís (1704–1711). Esta epidemia também matou outros membros da realeza, nomeadamente o grande delfim e o sacro-imperador José I da Áustria
Em 1722, Leopoldo tornou-se também herdeiro do ducado de Teschen que tinha sido entregue ao seu pai como compensação pelos direitos da avó materna dele ao ducado de Montferrat no norte de Itália, que o sacro-imperador Carlos VI tinha conquistado e entregue aos seus rivais, os duques de Sabóia.
Em 1723, Leopoldo foi enviado para Viena para estudar sob a orientação do primo direito do seu pai, o sacro-imperador Carlos VI. Outro motivo para esta viagem era a esperança de tentar criar uma aliança matrimonial com a arquiduquesa Maria Teresa.
Pouco depois, o príncipe contraiu varíola em Lunéville e morreu. Foi enterrado na cripta ducal na igreja de Saint-François-des-Cordeliers, em Nancy. O seu irmão mais novo, Francisco Estêvão tornou-se então herdeiro do ducado e acabaria por se casar mais tarde com a arquiduquesa Maria Teresa, herdeira dos Habsburgo e futura rainha da Hungria e da Boémia.

## Genealogia
| Leopoldo Clemente, príncipe-herdeiro de Lorena | Pai: Leopoldo, Duque de Lorena | Avô paterno: Carlos V da Lorena                   | Bisavô paterno: Nicolau Francisco, duque de Lorena |
| Leopoldo Clemente, príncipe-herdeiro de Lorena | Pai: Leopoldo, Duque de Lorena | Avô paterno: Carlos V da Lorena                   | Bisavó paterna: Cláudia Francisca de Lorena        |
| Leopoldo Clemente, príncipe-herdeiro de Lorena | Pai: Leopoldo, Duque de Lorena | Avó paterna: Leonor da Áustria, Rainha da Polónia | Bisavô paterno: Fernando III da Germânia           |
| Leopoldo Clemente, príncipe-herdeiro de Lorena | Pai: Leopoldo, Duque de Lorena | Avó paterna: Leonor da Áustria, Rainha da Polónia | Bisavó paterna: Leonor Gonzaga                     |
| Leopoldo Clemente, príncipe-herdeiro de Lorena | Mãe: Isabel Carlota de Orleães | Avô materno: Filipe I, Duque de Orleães           | Bisavô materno: Luís XIII de França                |
| Leopoldo Clemente, príncipe-herdeiro de Lorena | Mãe: Isabel Carlota de Orleães | Avô materno: Filipe I, Duque de Orleães           | Bisavó materna: Ana de Áustria, rainha de França   |
| Leopoldo Clemente, príncipe-herdeiro de Lorena | Mãe: Isabel Carlota de Orleães | Avó materna: Isabel Carlota do Palatinado         | Bisavô materno: Carlos I Luís, Eleitor Palatino    |
| Leopoldo Clemente, príncipe-herdeiro de Lorena | Mãe: Isabel Carlota de Orleães | Avó materna: Isabel Carlota do Palatinado         | Bisavó materna: Carlota de Hesse-Cassel            |

## Títulos, formas de tratamento, honras e brasão de armas

### Títulos e formas de tratamento
- 25 de Abril de 1707 – 10 de Maio de 1711 Sua alteza, o príncipe Leopoldo Clemente de Lorena
- 10 de Maio de 1711 – 4 de Junho de 1723 Sua alteza, o príncipe-herdeiro de Lorena